# 紫金山东站
紫金山东站位于中华人民共和国江苏省南京市栖霞区石狮路、紫金山站南1.8公里曲线处的一座仙宁铁路高速铁路车站，隶属于中国铁路上海局集团，于2010年建成，与南京地铁金马路站相邻，其西侧紧靠百水河和既有宁铜线，东侧紧邻地铁4号线，站房下跨2号线。建成至今，该站因成本、运量等问题与江浦站都一直保持暂停运营状态，因此也备受争议。

## 历史
根据《南京市城市总体规划2007—2030》，为与“一环十五线”相配套，南京将建设大小共17个客运火车站，形成“两主、三辅、十二城际站”的车站布局；其中的“三辅”之一即紫金山东站。
自2010年11月底完工之后，由于运量无法达到预期导致无法取得盈利，紫金山东站从未被投入使用。2012年6月《現代快報》記者前往調查時發現候车大厅内乱七八糟，建筑垃圾随处都是。
2018年10月19日中国铁路总公司与江苏省政府联合批复的《南京市铁路枢纽总图规划（2016-2030）》中，紫金山东站已在规划站点名单中被删除。2018年12月《揚子晚報》記者前往調查時發現，紫金山东站周边正在進行交通枢纽项目的施工，無法進入站房；有舆论認为紫金山東站的情況體現了建设该站之前城市规划目光不足的问题。
2023年6月12日，宁宣铁路项目通过中国国家铁路集团的可研鉴修评审；在全线设立的8座车站中包括4座现有车站，紫金山东站作为预留站名列其中。

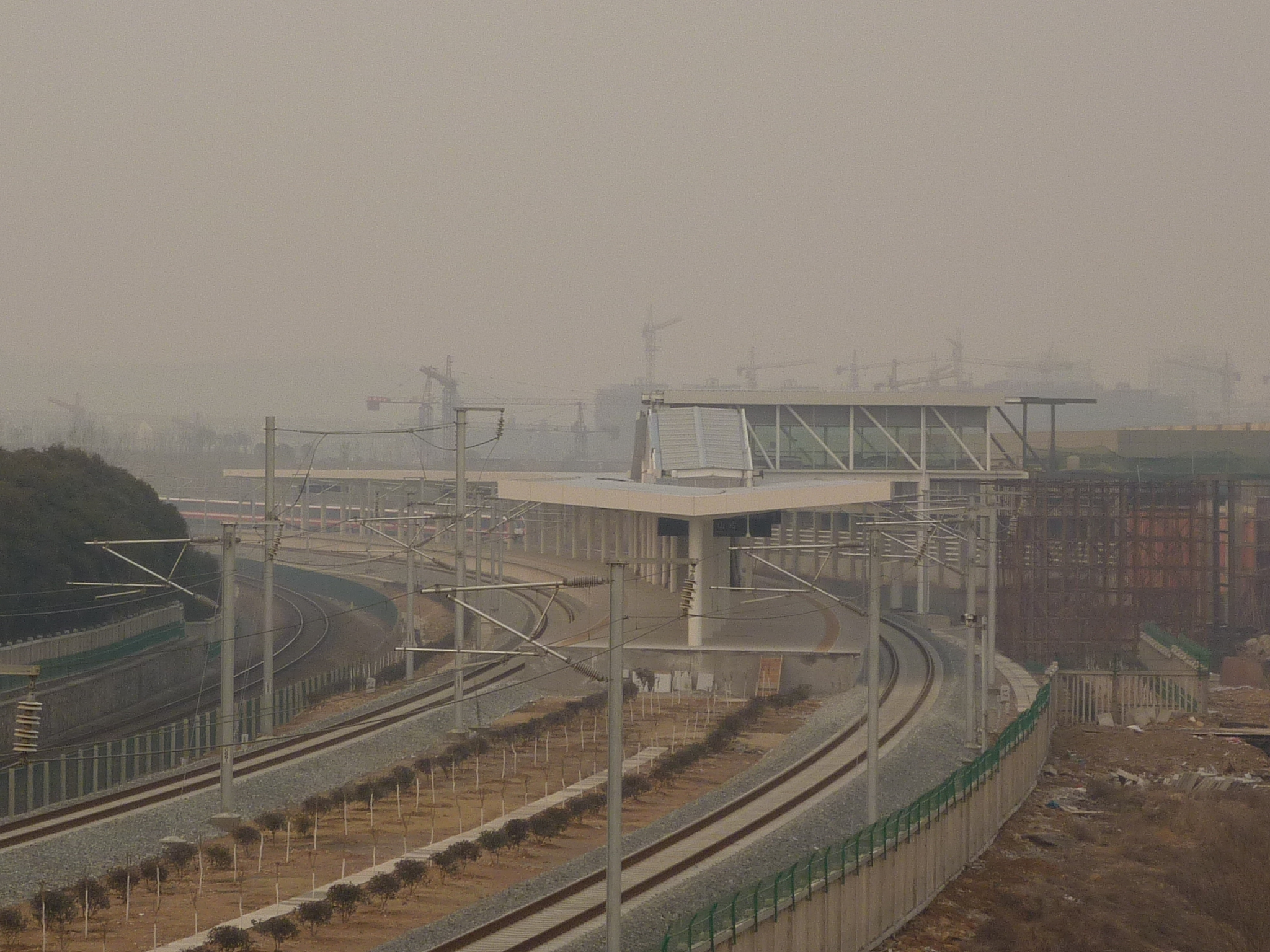
2011年初紫金山东站施工现场；此时站房尚未完工
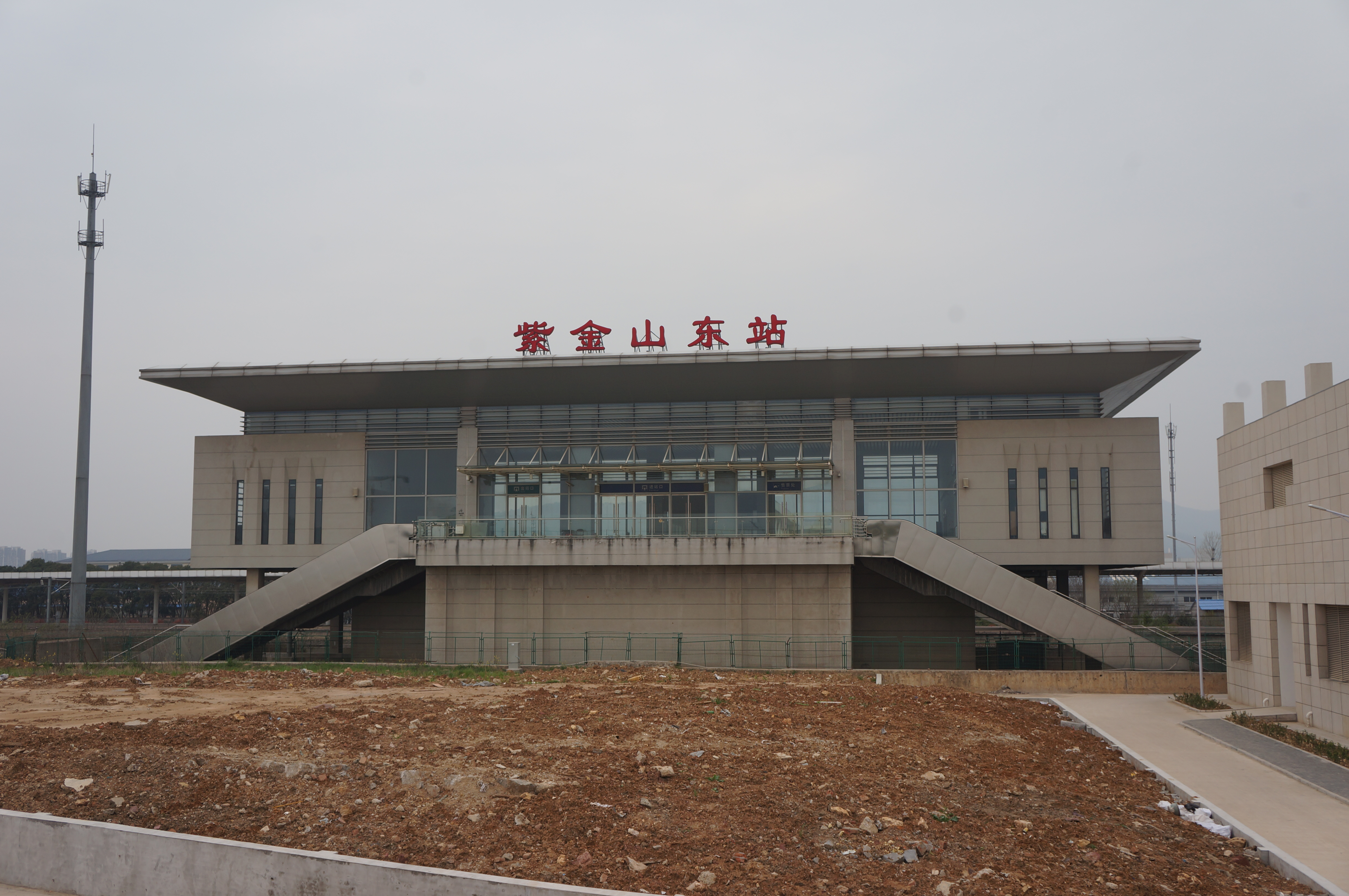
2017年车站站房及其周边
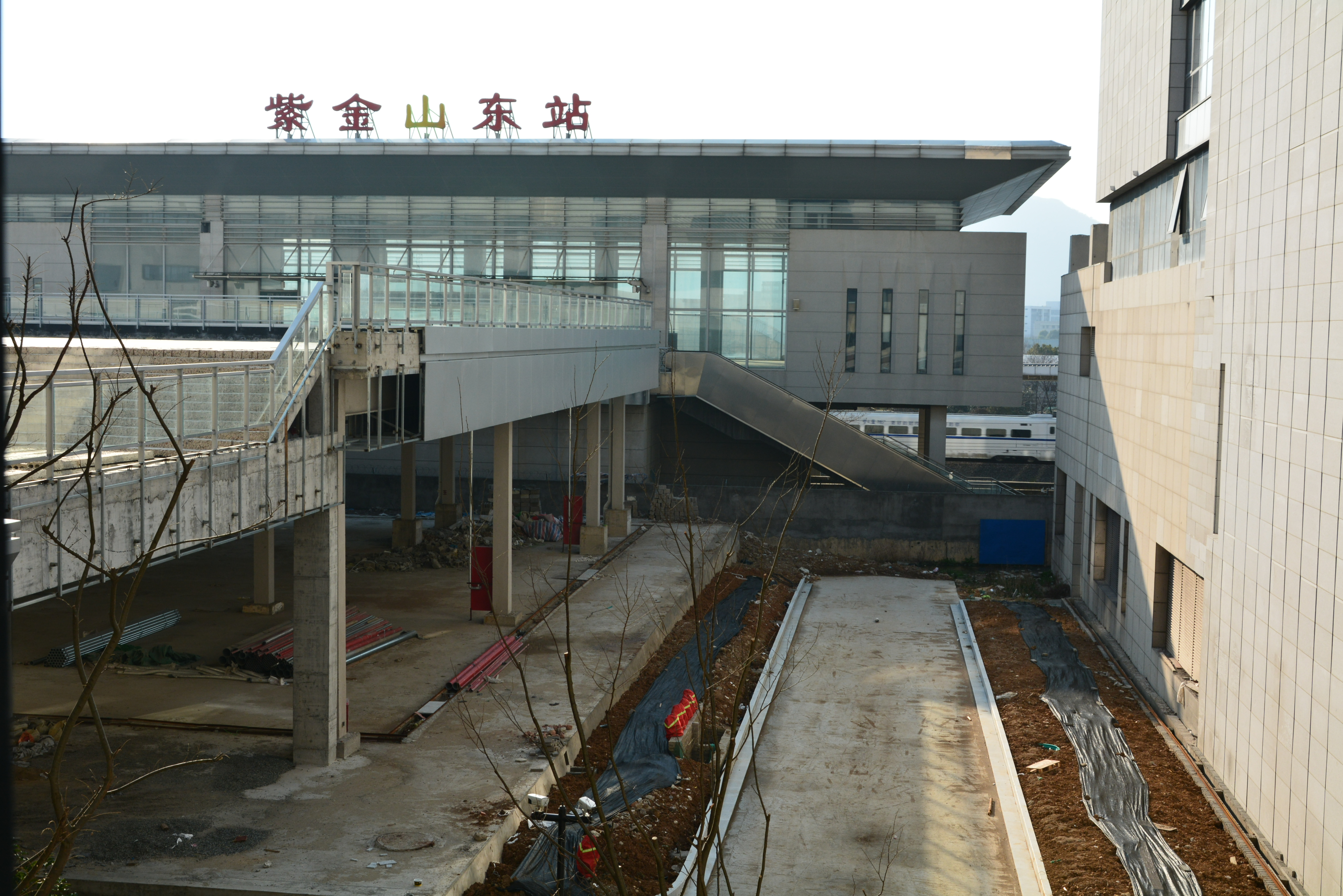
2022年2月车站站房附近加盖综合体和平台
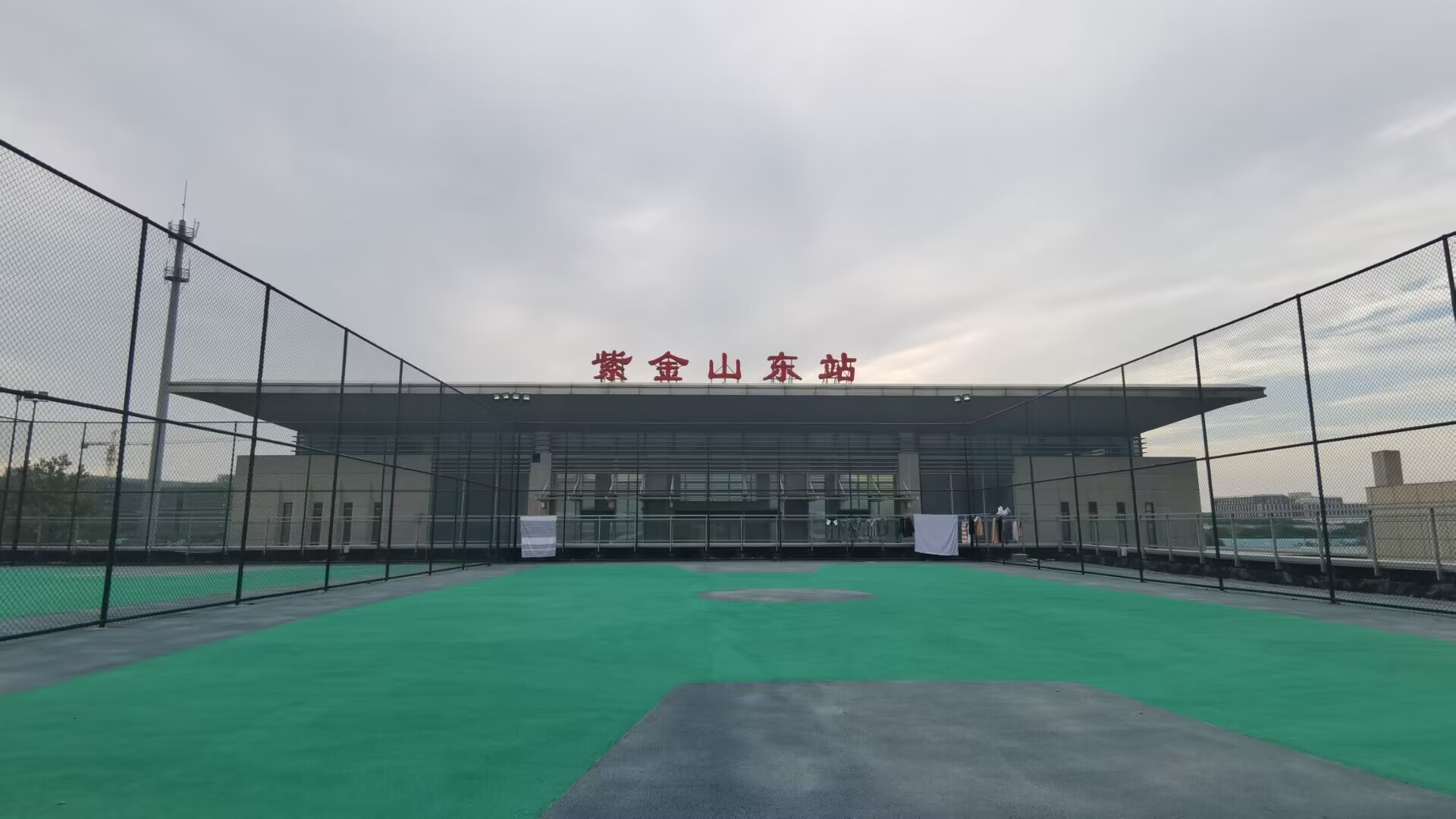
2022年10月车站站房附近的平台安装体育设施

## 车站结构

### 外观設計
紫金山东站的設計构思来源于中国传统建筑形态，以舒展大气为主要特征，建筑的顶部、下部及两侧的雨棚呈现出弧线形态，建筑外立面和屋顶分別采用银灰色金属板和大面积玻璃幕墙。站房采用中轴对称、地域风格浓郁的建筑造型。车站的立面构图吸收传统建筑的“大气、生气、富丽”的特色，与南京的古都形象暗合。

### 站房

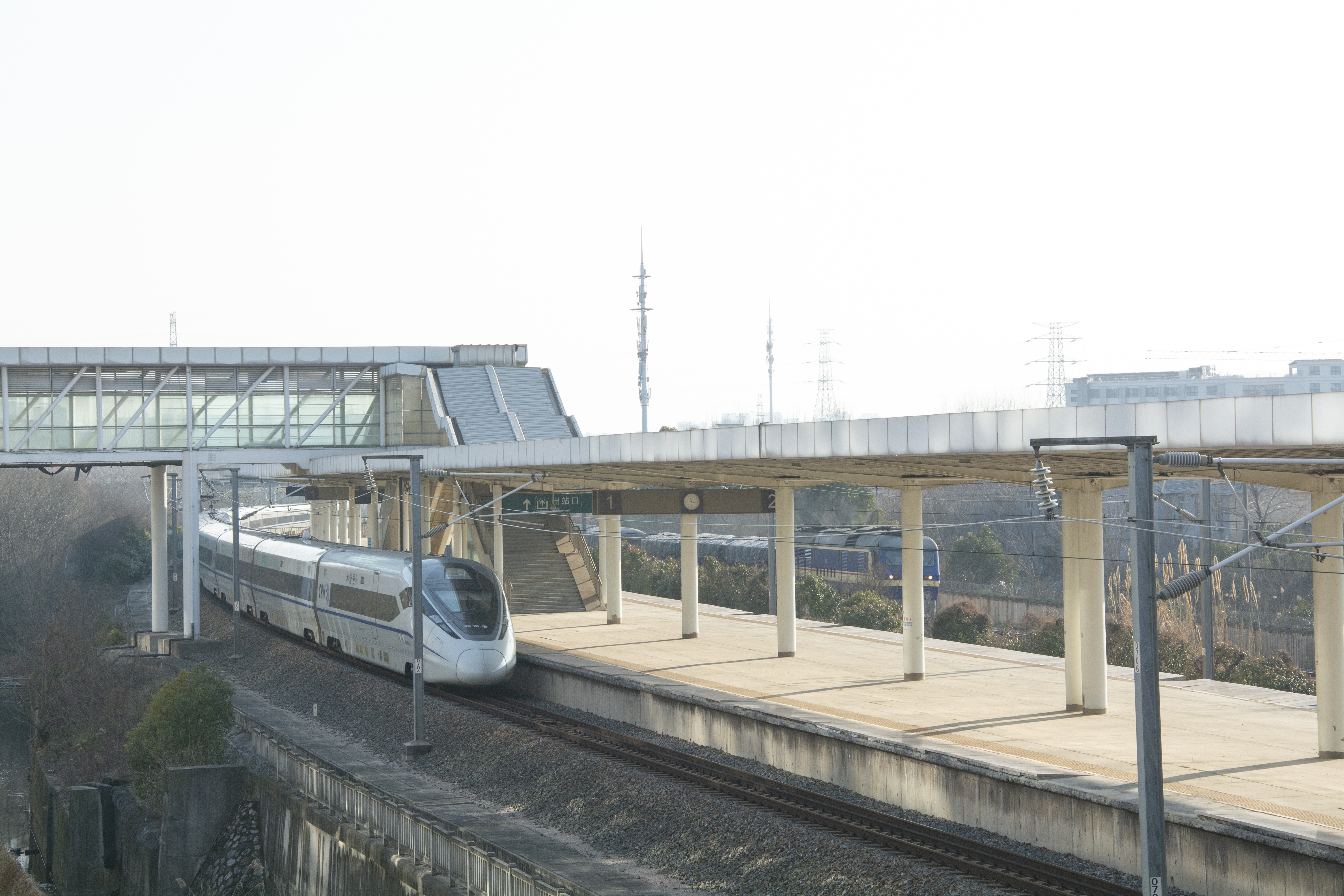
紫金山东站的站台与天桥。图片右侧线路即宁铜铁路，该线路不经停此站

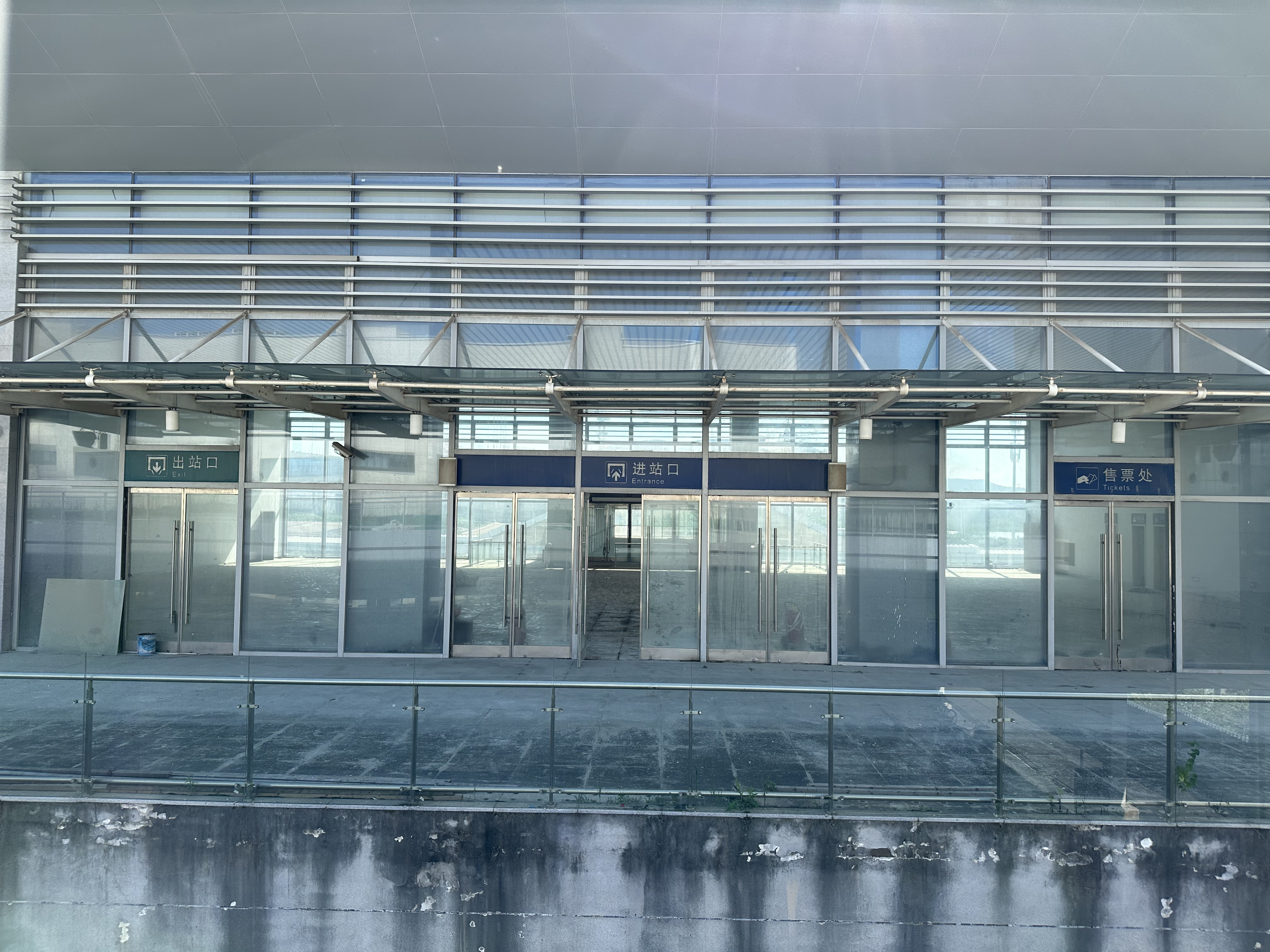
从车站入口看已被废弃的站房内部设施全貌（2024年7月）

紫金山东站设置在地铁紫金山站线路上方，站厅上跨城市轨道交通线路，天桥跨过百水河连接站厅与站台。车站总建筑面积为2331平方公尺，建筑高度为18.9公尺。站厅架空层主要设置了消防控制室、消防泵房、变电所及向上通往一层的楼梯，一层平面作为旅客主要进站入口，設有售票室及车站设备管理用房。候车大厅设置有普通候车、母婴、软席候车及卫生等服务设施。上方夹层平面主要为设备及办公用房。站前广场设有出租车及社会停车场和城市公交车站。

### 车站线路

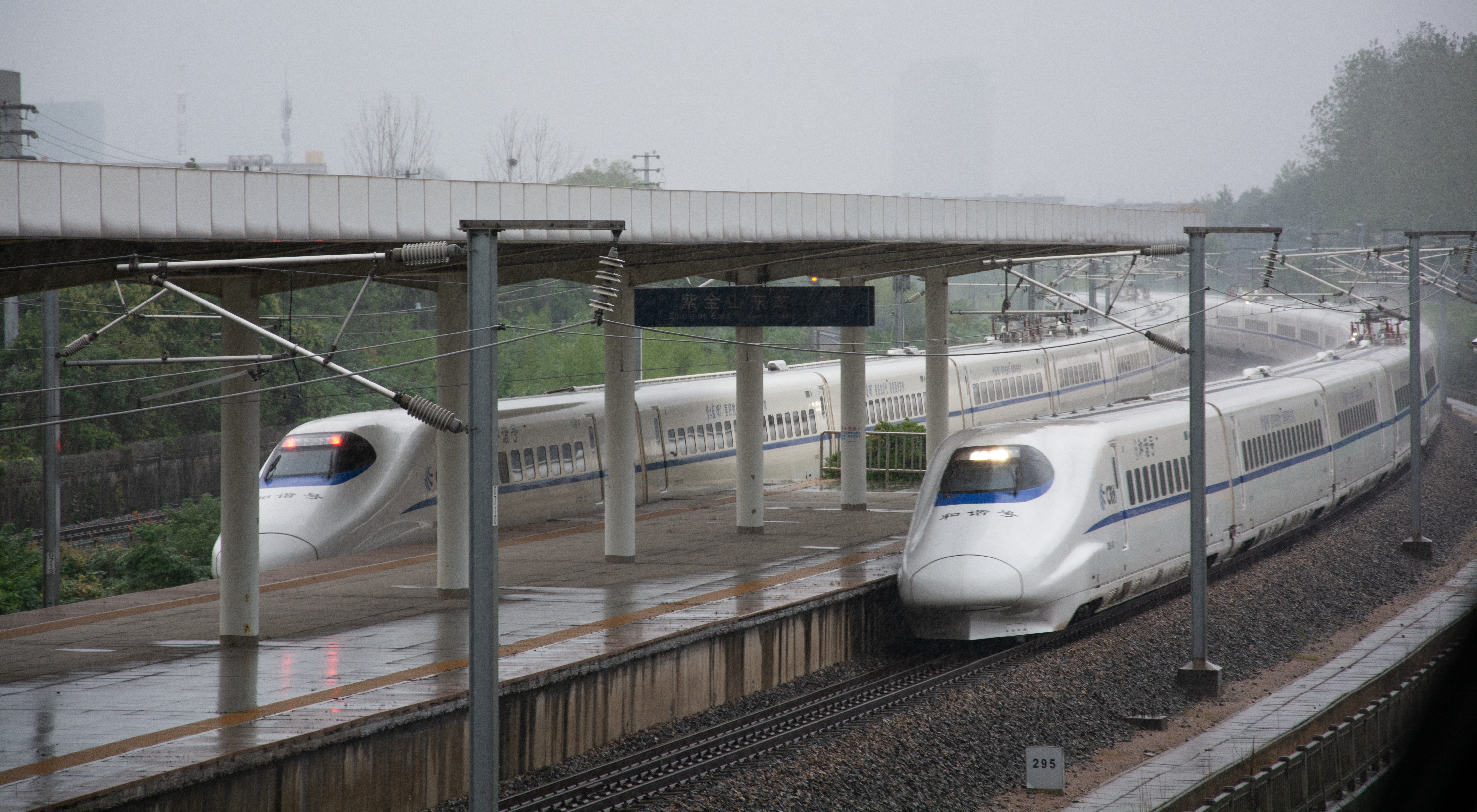
紫金山东站唯一的站台和通过两侧的轨道往返的列车

| 正线     | 仙宁铁路上行列车通过线（仙林站）   |
| 岛式站台 |                                    |
| 正线     | 仙宁铁路下行列车通过线（南京南站） |